# Doença do Nobel
A doença do Nobel, ou Nobelite é uma aflição satírica que faria com que certos ganhadores do Prêmio Nobel adotassem ideias estranhas ou sem respaldo científico. Uma tese é que o efeito resulta, em parte, de uma tendência dos vencedores do Nobel a sentirem que o prêmio os dá autoridade para falar sobre tópicos fora de sua área específica de especialização combinada com uma tendência dos laureados de serem os tipos de cientistas que pensam de maneiras não convencionais.

## Implicações
Embora não esteja claro se os ganhadores do Nobel são estatisticamente mais propensos a erros de pensamento crítico do que outros cientistas, o fenômeno é de interesse porque demonstra que ser uma autoridade em um campo não necessariamente torna alguém uma autoridade em qualquer outro campo, e, na medida em que ganhar um Prêmio Nobel serve como um indicador indireto de brilho científico e alta inteligência geral, tais características não são incompatíveis com a irracionalidade. 
A doença do Nobel também serve para demonstrar que, para alguns ganhadores de prêmios, ser universalmente aclamado como certo parece reforçar o viés de confirmação do laureado individual mais do que seu ceticismo.

## Exemplares

### Pierre Curie
Curie ganhou o Prêmio Nobel de Física em 1903, junto com sua esposa Marie. Ele também promoveu o espiritualismo e as sessões espíritas, como as organizadas por Eusapia Palladino, das quais participava com frequência.

### Linus Pauling
Pauling ganhou o Prêmio Nobel de Química em 1954. Uma década antes de ganhar o prêmio, ele foi diagnosticado com a doença de Bright, que tratou em parte com a ingestão de suplementos vitamínicos, os quais ele afirmou terem melhorado drasticamente sua condição. Mais tarde, ele passou a consumir altas doses de vitamina C com o objetivo de reduzir a probabilidade e a gravidade de contrair um resfriado comum. O próprio Pauling consumia quantidades de vitamina C diariamente que eram mais de 120 vezes a ingestão diária recomendada. Ele argumentou ainda que megadoses de vitamina C têm valor terapêutico para tratar a esquizofrenia e para prolongar a vida de pacientes com câncer. Essas afirmações não encontram respaldo  evidências científicas.

### Kary Mullis
Mullis ganhou o Prêmio Nobel de Química em 1993 pelo desenvolvimento da reação em cadeia da polimerase. Ele também rejeitava o fato científico de que a AIDS é causada pelo vírus HIV, questionou as evidências das contribuições humanas para o aquecimento global, professou crença na astrologia e afirmou que certa vez encontrou um guaxinim fluorescente que falou com ele.

### Luc Montagnier
Montagnier ganhou o Prêmio Nobel de Fisiologia ou Medicina em 2008. Em 2009, em um artigo não revisado por pares em um jornal que ele mesmo fundou, Montagnier afirmou que soluções contendo o DNA de bactérias e vírus patogênicos poderiam emitir ondas de rádio de baixa frequência que induzem as moléculas de água circundantes a se organizarem em “nanoestruturas”. Ele sugeriu que a água poderia reter tais propriedades mesmo depois que as soluções originais fossem diluídas ao ponto em que o DNA original tivesse efetivamente desaparecido, e que a água poderia reter a "memória" das substâncias com as quais esteve em contato - afirmações que o colocam alinhado com os princípios pseudocientíficos da homeopatia. Ele afirmou ainda que as informações da sequência de DNA poderiam ser "teletransportadas" para um tubo de ensaio separado de água purificada por meio dessas ondas de rádio. Ele propôs que isto seria explicado com uma abordagem da teoria quântica de campos. Ele apoiou a visão cientificamente desacreditada de que as vacinas causam autismo e afirmou, incorretamente, que os antibióticos têm valor terapêutico no tratamento do autismo.

### Nikolaas Tinbergen
Tinbergen ganhou o Prêmio Nobel de Fisiologia ou Medicina em 1973. Durante seu discurso de aceitação do Nobel, Tinbergen promoveu a amplamente desacreditada hipótese da "Mãe-geladeira" para a causa do autismo, estabelecendo assim um "recorde quase imbatível para o menor tempo entre receber o Prêmio Nobel e dizer algo realmente estúpido sobre um campo no qual o destinatário tinha pouca experiência." Em 1985, Tinbergen foi coautor de um livro com sua esposa que recomendava o uso de "terapia de segurar" para o autismo, uma forma de tratamento que não tem suporte empiricamente e que pode ser fisicamente perigosa.

### Brian Josephson
Josephson ganhou o Prêmio Nobel de Física em 1973. Josephson promoveu uma série de crenças cientificamente não comprovadas ou desacreditadas, incluindo a noção homeopática de que a água pode de alguma forma "lembrar" das propriedades químicas de substâncias diluídas nela, a visão de que a meditação transcendental é útil para relembrar memórias traumáticas inconscientes, e a possibilidade de que os humanos possam se comunicar uns com os outros por meio da telepatia.

### James Watson
James Watson recebeu o Prêmio Nobel de Fisiologia ou Medicina em 1962, junto com Francis Crick e Maurice Wilkins, "por suas descobertas a respeito da estrutura molecular dos ácidos nucleicos e seu significado para a transferência de informações em material vivo". Desde pelo menos 2000, Watson tem consistentemente e publicamente sugerido uma ligação entre raça e inteligência, entre outras crenças racistas que ele afirma serem apoiadas pela ciência. Ele afirma uma base genética para estereótipos associados a grupos raciais e étnicos (por exemplo Judeus sendo inteligentes, chineses sendo inteligentes, mas não criativos por causa da seleção para conformidade, "amantes latinos" tendo um impulso sexual maior devido à sua pele escura).

### John William Strutt, Lord Rayleigh
(Física, 1904) Afirmações de crenças no paranormal.

### Joseph Thomson
(Física, 1906) Crenças em médiuns, radiestesia e outras defesas do paranormal.

### Charles Richet
(Fisiologia ou medicina, 1913) Percepção extrasensorial, paranormal, radiestesia, fantasmas.

### Otto Stern
(Física, 1943) Psicocinesia.

### William Shockley
(Física, 1956) Racialismo e eugenia.

### Richard Smalley
(Química, 1996) Criacionismo, Design Inteligente e negação da evolução.

### John Clauser
(Física, 2022) Negacionismo Climático